# Yūsuke Iseya
Yusuke Iseya (伊勢谷 友介, Iseya Yūsuke), né le 29 mai 1976 est un acteur japonais.

## Carrière
Yūsuke Iseya partage la vedette avec Arata Iura, Yui Natsukawa et Susumu Terajima dans le film Distance de Hirokazu Koreeda. Il paraît dans 13 Assassins de Takashi Miike.
Il joue également dans des films tels que Dead End Run de Gakuryū Ishii, Sukiyaki Western Django de Miike et Blindness de Fernando Meirelles.

## Filmographie

### Comme acteur

#### Cinéma
- 1998 : After Life (ワンダフルライフ, Wandafuru raifu) de Hirokazu Kore-eda : Yusuke Iseya
- 1999 : Kinpatsu no sougen : Nippori, Ayumu
- 2001 : Distance (ディスタンス, Disutansu) de Hirokazu Kore-eda : Masaru
- 2001 : Gaichû : Cofeeshop Guy
- 2002 : Kakuto : Ryo
- 2002 : Yomigaeri : Shunsuke
- 2003 : Dead End Run
- 2004 : Akai tsuki : Keisuke Himuro
- 2004 : Casshern : Tetsuya Azuma / Casshern
- 2005 : The Passenger : Kohji
- 2005 : Yuki ni negau koto : Manabu Yazaki
- 2006 : Amer Béton : Kimura (Voix)
- 2006 : Deguchi no nai umi : Katsuya Kita
- 2006 : Hachimitsu to kurôbâ : Morita
- 2006 : Memories of Matsuko (嫌われ松子の一生, Kiraware Matsuko no isshō) de Tetsuya Nakashima : Yōichi Ryū
- 2006 : Warau Mikaeru : Kazuomi Shijô
- 2007 : Closed Note : Ryu Ishitobi
- 2007 : Densen Uta : Taichi
- 2007 : Saido kâ ni inu : Kaoru's client
- 2007 : Sukiyaki Western Django : Minamoto no Yoshitsune
- 2007 : Zukan ni nottenai mushi : Na
- 2008 : Blindness : Le premier aveugle
- 2010 : 13 assassins : Koyata Kiga
- 2010 : Ningen shikkaku : Masao Horiki
- 2011 : Ashita no Jô : Toru Rikiishi
- 2011 : Kaiji 2: Jinsei dakkai gêmu : Seiya Ichijo
- 2012 : Heart Net TV : Lui-même
- 2012 : One no kanata ni: chichi to musuko no nikkôki tsuiraku jiko : Kaoru Minegishi
- 2012 : The Land of Hope : Tanigawa
- 2012 : Yume uru futari : Man kicking in the bathroom door
- 2013 : Kiyosu kaigi : Oda Nobukane
- 2013 : Onna Nobunaga : Hideyoshi Hashiba
- 2013 : Rikyû ni tazuneyo
- 2014 : Kenshin Kyoto Inferno : Aoshi Shinomori
- 2014 : Kenshin : La Fin de la légende : Aoshi Shinomori
- 2014 : The Tenor : Sawada Koji
- 2015 : Gekijouban Mozu
- 2015 : Joker Game : Yûki
- 2015 : Shinjuku Swan
- 2015 : Ten no Chasuke : Hikomura
- 2017 : 3-gatsu no raion kouhen : Seijiro
- 2017 : JoJo no kimyô na bôken: Daiyamondo wa kudakenai - dai-isshô : Jotaro Kujo
- 2017 : Kangoku no Ohimesama
- 2017 : Shinjuku Swan II
- 2017 : Shinobi no kuni
- 2018 : Inuyashiki
- 2019 : Tonde Saitama : Sho Akutsu
- 2019 : Machine no Owari ni : Richard Shindo
- 2020 : Junihitoe wo Kita Akuma : Empereur Kiritsubo
- 2021 : Kenshin : L'Achèvement (るろうに剣心 最終章 The Final, Rurōni Kenshin saishū shō: The Final?) de Keishi Ōtomo : Aoshi Shinomori

#### Courts-métrages
- 2002 : Tsuki ni shizumu

#### Télévision
Séries télévisées
- 2008-2013 : Bokura no jidai : lui-même
- 2009 : Shirasu Jirô : Jiro Shirasu
- 2010 : Ryōmaden (龍馬伝?)
- 2011 : Tetsuko no heya : lui-même
- 2012 : Ashita Switch : lui-même
- 2015 : Hanamoyu
- 2017 : Kangoku no Ohime-sama : Goro Itabashi
- 2018 : Survival Wedding : Hiroto Usami
- 2019 : Voice : 110 Kinkyu Shireishitsu : Shizuku Hongo
- 2020 : Detective Novice : Midnight Runner : Yuzuru Katanosaka

Téléfilms
- 2012 : Kurumaisu de boku wa sora wo tobu : Hideaki Minami

### Comme réalisateur
- 2002 : Kakuto (カクト?)
- 2012 : Seiji: Riku no sakana (セイジ -陸の魚-?)

### Comme scénariste
- 2002 : Kakuto (カクト?)
- 2012 : Seiji: Riku no sakana (セイジ -陸の魚-?)